# Школа для негодяев
«Школа для негодяев» (англ. School for Scoundrels) — фильм, кинокомедия британского режиссёра Роберта Хеймера. Премьера состоялась в апреле 1960 года.

## Сюжет
Генри Полфри  считает себя неудачником и для устранения этого недостатка записывается на курсы психологической коррекции — в  «Школу преодоления». В первой беседе с руководителем школы мистером Поттером Генри вспоминает о том, что побудило его совершить этот шаг. На автобусной остановке он познакомился с очаровательной блондинкой Эйприл Смит. Однако на первом же свидании молодая пара встречается со знакомым Генри — Раймондом Делауни («классический британский хам»), который полностью перехватывает инициативу по ухаживанию за Эйприл. Он умело ставит Полфри в неудобные обстоятельства, в результате чего, тот  проигрывает в глазах девушки.
В ходе занятий в «Школе преодоления» Полфри усваивает множество приёмов морального подавления соперника, далеко не высоконравственных, а иногда подлых. Вернувшись в город после занятий, он легко ломает взаимоотношения в сложившемся треугольнике в свою пользу: Раймонд нравственно повержен, Эйприл готова пойти с Генри на интим. Генри признаётся девушке, что лишь манипулировал ею. Он просит прощения и предлагает ей заново, открыто и честно построить романтические отношения. Девушка не сразу, но принимает его предложение.

## В ролях
- Йен Кармайкл — Генри Полфри
- Джанетт Скотт — Эйприл Смит
- Терри-Томас — Раймонд Делауни
- Аластер Сим — мистер Поттер
- Эдвард Чепмен — Глодбридж

## Критика
Британский институт кино в рецензии на фильм утверждает, что в нём не осталось той элегантности и остроумия, которые были свойственны более ранним комедиям Роберта Хеймера (режиссёр страдал хроническим алкоголизмом и, после кратковременного воздержания, вернулся к пагубной привычке; после очередной пьяной выходки он был отстранён от завершения съёмок и навсегда ушёл из кинематографа). Схожую оценку предлагает еженедельник «Time Out», считая, что ко второй половине фильма, когда Полфри превращается в победителя, всё становится глупым и утомительным.